# Madonna col Bambino e i santi Andrea e Pietro
La Madonna col Bambino e i santi Andrea e Pietro è un dipinto a olio su tela realizzato da Giovan Battista Moroni per la chiesa di Sant'Andrea  di Fino del Monte. Il dipinto è tra quelli considerati tra i migliori dell'artista raffiguranti arte sacra del Moroni.

## Storia
Il dipinto del Moroni fu commissionato dalla confraternita del Santissimo Sacramento che gestiva l'altare maggiore della chiesa dedicata a sant'Andrea apostolo e realizzato per essere posto come pala dell'altare stesso. L'opera fece probabilmente seguito alle indicazioni fatte da san Carlo Borromeo arcivescovo di Milano, nella sua visita pastorale dell'autunno del 1575. La datazione, così come il dipinto ospitato nella basilica di Sant'Alessandro, voleva probabilmente dichiarare la tempestiva ubbidienza alle indicazioni del Borromeo.
Il dipinto fu oggetto d'interesse anche del Museo di Londra nel 1862 che conosceva bene l'artista avendo nella sua pinacoteca alcune sue opere, quando il parroco e i fabbricieri della chiesa pensarono di venderlo forse per le difficoltà economiche in cui si trovava la parrocchia, al prezzo di L. 170. Anche il critico Charles Eastleke visitò la chiesa per giudicare l'opera, ma il suo non fu un giudizio favorevole dichiarandola non “inelegibile”. Giudizio non condiviso dai critici d'arte.

## Descrizione
Il dipinto presenta sul gradino posto centrale alla tela, la scritta «IO. BAP. MORONUS. P. M.D.L.XXII» a conferma della realizzazione dell'albinese Giovan Battista Moroni nel 1577. 
Presenta assonanze con opere del Moretto maestro dell'artista, anche se il Moroni è riuscito a portare su tela, nelle vesti dei due santi, i personaggi del suo quotidiano, ponendo ai santi vesti molto semplici secondo la moda del territorio bergamasco. In particolare gli abiti sono dipinti privi di colletto, così come era d'uso nell'abbigliamento umile degli abitanti della val Seriana, ma contemporaneamente esprimono forza e vigore. I due santi sono infatti raffigurati in età avanzata, ma in ottime condizioni fisiche. Sant'Andrea, titolare della chiesa, regge la croce simbolo del suo martirio e malgrado lo stile presenti assonanze con il medesimo soggetto della pala conservata nella chiesa di Sant'Andrea di Bergamo, il Moroni lo raffigura anziano, ma giovanile e temprato nell'atteggiamento. Sul lato destro della tela, è raffigurata san Pietro avvolto in una importante veste dorata legata in vita con un nastro sempre oro. Il suo sguardo è rivolto alla Vergine che a lui è posta a fianco su di un altare ligneo. La Vergine tiene il Bambino sul grembo e indossa l'abito rosso, colore che rappresenta il dolore che accompagnerà la sua vita, e il mantello azzurro a indicare la sua regalità e purezza. Lo sguardo della donna è però lontano, non presta attenzione ai due apostoli, quasi fosse con il pensiero già rivolta al suo drammatico destino. Il Bambino tiene nelle mani una rosa a indicare la perfezione celeste ma anche la passione del suo martirio.
La tela presenta accordi cromatici originali, unici dell'artista e indicano la sua raggiunta matura libertà d'espressione. Anche la scioltezza nella pennellata conferma la sua capacità espressiva non solo nei ritratti, di cui l'artista è ritenuto il miglior realizzatore del Cinquecento, ma anche nelle raffigurazioni d'arte sacra.